# Lanatoside C
Lanatoside C (hay isolanid) là một glycoside tim, một loại thuốc có thể được sử dụng trong điều trị suy tim sung huyết và rối loạn nhịp tim (nhịp tim không đều). Lanatoside C có thể được sử dụng bằng đường uống  hoặc bằng đường tiêm tĩnh mạch. Nó được bán trên thị trường ở một số quốc gia và cũng có sẵn ở dạng chung. Chỉ định chính của nó là phản ứng nhanh nhĩ và nhịp nhanh trên thất trái, hai loại rối loạn nhịp tim phổ biến.
Nó được tìm thấy trong Digitalis lanata.

## Hóa học
Chất này bao gồm bốn monosacarit (glucose, 3-acetyldigitoxose và hai Digitoxoses) và một aglycon có tên là digoxigenin.